# Calephelis schausi
Calephelis schausi is een vlindersoort uit de familie van de prachtvlinders (Riodinidae), onderfamilie Riodininae.
Calephelis schausi werd in 1971 beschreven door McAlpine.